# FA Cup 1929/1930
Padesátý pátý ročník FA Cupu (anglického poháru) se konal od 7. září 1929 do 26. dubna 1930.
Trofej získal poprvé v klubové historii Arsenal FC, který ve finále porazil Huddersfield Town AFC 2:0.